# 루팡 (Lupin)
《루팡 (Lupin)》은 2010년 2월 17일 발매된 카라의 세 번째 미니 앨범이다. 콘셉트 모티브는 괴도신사 아르센 뤼팽이다.

## 배경
- 2월 9일 - 미니 앨범 컨셉트 사진 공개[1]
- 2월 10일 - 자켓 이미지 공개 및 앨범 공개 일정 발표[2]
- 2월 12일 - 네이버를 통해 'Lupin' 뮤직비디오 티져버전 공개[3]
- 2월 17일 - 'Lupin' 음원 선발매
- 2월 18일 - 카라의 세 번째 미니 앨범 《Lupin》발매
- 2월 22일 - 《Lupin》뮤직비디오 공개
- 2월 25일 - 엠넷 엠카운트다운에서 'Lupin/Umbrella' 컴백 무대
- 2월 26일 - KBS 뮤직뱅크에서 'Umbrella/Lupin' 컴백 무대, 컴백일에 종합 4위로 랭크
- 2월 27일 - MBC 음악중심에서 'Lupin/Umbrella' 컴백 무대
- 2월 28일 - SBS 인기가요에서 'Lupin/Umbrella' 컴백 무대
- 3월 4일 - 엠넷 엠카운트다운에서 'Lupin'으로 주간 1위
- 3월 5일 - KBS 뮤직뱅크에서 'Lupin'으로 주간 2위
- 3월 7일 - 2010 벤쿠버 올림픽 국민 대축제쇼 공연
- 3월 11일 - 엠넷 엠카운트다운에서 'Lupin'으로 2주 연속 주간 1위
- 3월 12일 - KBS 뮤직뱅크에서 'Lupin'으로 첫 주간 1위
- 3월 13일 - SBS 인기가요에서 'Lupin'으로 뮤티즌송 선정
- 3월 19일 - KBS 뮤직뱅크에서 'Lupin'으로 2주 연속 주간 1위
- 3월 26일 - KBS 뮤직뱅크에서 'Lupin'으로 3주 연속 주간 1위

## 특징과 대표곡
- 타이틀곡은 앨범 타이틀과 같은〈Lupin〉이다. 컴백 무대에서 함께 나온 커플곡은〈Umbrella〉.

## 트랙 리스트
| #             | 제목             | 작사               | 작곡           | 재생 시간 |
| ------------- | ---------------- | ------------------ | -------------- | --------- |
| 1.            | 〈Tasty love〉   | 송수윤, 정니콜(랩) | 한재호, 김승수 | 3:04      |
| 2.            | 〈루팡 (Lupin)〉 | 송수윤, 정니콜(랩) | 한재호, 김승수 | 3:10      |
| 3.            | 〈Umbrella〉     | 송수윤, 박사장(랩) | 한재호, 김승수 | 3:24      |
| 4.            | 〈Rollin'〉      | 한상원             | 한상원         | 3:22      |
| 5.            | 〈Lonely〉       | 송수윤             | 이주형         | 3:25      |
| 총 재생 시간: | 총 재생 시간:    | 총 재생 시간:      | 총 재생 시간:  | 16:25     |

## 차트 기록

### 가온차트
| 곡명 (앨범명) | 디지털 종합 차트 | 앨범 차트 |
| ------------- | ---------------- | --------- |
| 루팡 (Lupin)  | 1위              | 1위       |